# Içami Tiba
Içami Tiba (千葉 勇, Chiba Isami, Tapiraí, 15 de março de 1941 — São Paulo, 2 de agosto de 2015) foi um médico psiquiatra, psicodramatista, colunista, escritor de livros sobre Educação, familiar e escolar, e palestrante brasileiro. Professor em diversos cursos no Brasil e no exterior, criou a Teoria da Integração Relacional, que facilita o entendimento e a aplicação da psicologia por pais e educadores. Como palestrante Tiba também realizou mais de 3 200 participações de eventos do gênero, tanto no Brasil como em outros países.

## Biografia
Foi filho de imigrantes japoneses que haviam chegado ao Brasil por conta das dificuldades que passaram em consequência dos tempos de guerra que o Japão passava. Junto com outros familiares, seus pais chegaram ao Brasil em 1936. Construíram em Tapiraí um armazém de alvenaria chamado de "Casa Tiba – Secos e Molhados". Aos fundos desse estabelecimento era a casa da família Tiba e também local de nascimento de Içami, onde também viviam seus irmãos, avós e mais uns irmãos caçulas de seu pai. Sonhou ser caminhoneiro, mas inspirado pelo médico da cidade de Piedade, Dr. Imamura, resolveu ser médico, quando este foi atender sua família em Tapiraí. Formou-se em medicina pela Universidade de São Paulo, em 1968. Em seguida especializou-se em psiquiatria pelo Hospital de Clínicas da mesma universidade, onde foi professor assistente por sete anos.
Entre seus diversos títulos, encontram-se os de Membro da Equipe Técnica da Associação Parceria Contra Drogas (APCD), membro eleito do Board of Directors of the International Association of Group Psychotherapy, Professor-Supervisor de Psicodrama de Adolescentes pela Federação Brasileira de Psicodrama, Conselheiro do Instituto Nacional de Capacitação e Educação para o Trabalho, conselheiro do Instituto Via de Acesso, ONG de Capacitação e Educação de jovens para o mercado de trabalho.
Sua especialidade era a psicoterapia para adolescentes e suas famílias, atendendo, em sua clínica particular, a mais de dois mil pacientes a cada ano, aos quais aplicava os princípios da Teoria da Integração Relacional, por ele próprio criada, e técnicas de psicodrama. Para Içami Tiba, a maior parte dos problemas psíquicos dos adolescentes pode ser atribuída ao comportamento de seus pais, que agem eles próprios como adolescentes. Esses pais, na expressão criada pelo médico, estariam vivendo numa fase de "adultescência".
Segundo uma pesquisa feita pelo IBOPE, a pedido do Conselho Federal de Psicologia, seu nome está em terceiro lugar como o autor de pesquisa e referência, antecedido por Freud (1° lugar) e Jung (2° lugar). Trabalhou por três décadas com adolescentes e conflitos familiares — Içami Tiba era um dos maiores especialistas nessa área no Brasil.
Içami manteve colunas no Jornal da Tarde de São Paulo no Caderno de Educação, e Revista Viva São Paulo na seção Pais & Filhos,  bem como o programa semanal "Quem ama, educa!" na Rede Vida de Televisão. Recentemente, tinha tornado-se colunista do portal UOL no link de educação, escrevendo artigos quinzenalmente. Com 22 obras publicadas e regularmente reeditadas, foi campeão absoluto de vendas de livros no Brasil em 2003, segundo a Revista Veja. Lançado em 2002, o clássico Quem ama educa!, já passou de 170 edições, um verdadeiro fenômeno editorial no Brasil. Foi editado em Portugal, Espanha e Itália e vendeu mais de 1 milhão de exemplares, considerando a também a versão atualizada. Seu livro, Quem Ama, Educa! Formando cidadãos éticos chegou às livrarias em 2007. A nova versão, totalmente revista e atualizada, traz a visão do autor sobre a importância da educação dos pais na vida dos filhos.
Em janeiro de 2015, Içami foi internado no Hospital Sírio Libanês para o tratamento de um câncer. Faleceu em 2 de agosto do mesmo ano. Seu corpo foi sepultado no Cemitério do Morumbi, em São Paulo.

## Obras
- Sexo e Adolescência, Editora Ática, 10ª- ed., 1985.
- Puberdade e Adolescência, Editora Ágora, 6ª- ed., 1986.
- Saiba Mais sobre Maconha e Jovens, Editora Ágora, 6ª- ed., 1989
- 123 Respostas sobre Drogas, Editora Scipione, 3ª- ed., 11ª- impr., 1994.
- Adolescência, o Despertar do Sexo, Editora Gente, 18ª- ed., 1994.
- Seja Feliz, Meu Filho, Editora Gente, 21ª- ed., 1995.
- Abaixo a Irritação, Editora Gente, 16ª- ed., 1995.
- Disciplina, limite na medida certa, Editora Gente, 72ª- ed. 1996
- O(A) Executivo(a) & Sua Família - O Sucesso dos Pais Não Garante a Felicidade dos Filhos, Editora Gente, 8ª- ed., 1998.
- Amor, Felicidade & Cia., Editora Gente, 7ª- ed., 1998.
- Ensinar Aprendendo, Editora Gente, 24ª- ed., 1998.
- Anjos Caídos - Como Prevenir e Eliminar as Drogas na Vida do Adolescente, Editora Gente, 31ª- ed., 1999.
- Obrigado, Minha Esposa, Editora Gente, 2ª- ed., 2001.
- Quem Ama, Educa!, Editora Gente, 160ª- ed., 2002.
- Homem-Cobra, Mulher-Polvo, Editora Gente, 26ª- ed., 2004.
- Adolescentes: Quem Ama, Educa! - Integrare Editora, 38ª ed., 2008.

Entre 2006 e 2007 lançou as versões revisadas e atualizadas dos livros:
- Disciplina: limite na medida certa. Novos Paradigmas, Integrare Editora, 80ª ed., 2008;
- Ensinar Aprendendo. Novos paradigmas na educação, Integrare Editora, 28ª ed., 2008;
- Educação & Amor, Integrare Editora, 2ª ed., 2007;
- Seja Feliz, Meu Filho, Integrare Editora, 25ª. ed., 2007;
- Juventude & Drogas: Anjos Caídos, Integrare Editora, 9ª ed., 2008;
- Quem Ama, Educa! Formando cidadãos éticos; Integrare Editora,10ª ed., 2008.